# Nézőpontváltó rákellenes színházi staféta
A Nézőpontváltó rákellenes színházi staféta egy olyan országos rákellenes színházi és egészségfejlesztési program, ami a színházon keresztül is szeretné megszólítani az embereket, felhívni a figyelmet az egészségtudatos életvezetésre és a rákszűréseken való részvételre. A kezdeményezés a Pesti Magyar Színház színésze, Szűcs Sándor ötlete alapján 2016 májusában indult. Az onkológia különböző területén dolgozó szakemberek, magyar rákellenes civilszervezetek szakmai támogatásával és az Emberi Erőforrások Minisztériumának az egészségügyért, valamint a kultúráért felelős államtitkárságának közös fővédnökségével, a 2016/2017-es évadtól megvalósuló programhoz már az első évben megközelítőleg hatvan színház csatlakozott. Kiemelt rendezvénye a Nézőpontváltó-est, melynek helyszínét sorsolással döntik el.

## Története
2016-ban Zalán János igazgató Szűcs Sándor ötlete alapján indította útjára a programot Sári Edina szervezésében a Pesti Magyar Színházban, melynek „jószolgálati nagykövetei” Eliza Bliss hegedűművész, illetve Gáspár Kata és Kern András színművészek lettek.
A staféta legelső rendezvényét a Szegedi Nemzeti Színházban 2016. október 2-án tartották.
A 2017/18-as évad Nézőpontváltó-est házigazdája 2017. szeptember 30-án a Pesti Magyar Színház volt.